# Husbymølle
Husbymølle (dansk) eller Husbymühle (tysk) er en bebyggelse beliggende nordøst for Husby ved vejen til Hodderup i landskabet Angel i Sydslesvig. Administrativt hører Husbymølle under Husby Kommune i Slesvig-Flensborg kreds i den nordtyske delstat Slesvig-Holsten. I kirkelig henseende hører stedet til Husby Sogn. Sognet lå i Husby Herred (Flensborg Amt, Sønderjylland), da området tilhørte Danmark.
Husbymølle er første gang nævnt 1600/1601. Den første mølle på stedet, dengang en stubmølle, er allerede nævnt 1594. Den sidste mølle, en hollændermølle, som blev opført i 1818, blev nedbrudt i 1930. Husby Mølle fungerede som kongelige arve-pagtmølle i Husby Herred. Husbymølle hørte indtil 1970 under Hodderup Kommune og kom samme år under Husby kommune. Fra Husbymølle går der veje til både Hodderup, Fulbro, Bønstrup og via Spang til Grumtoft. Syd for Husbymølle ligger skoven Husbyris.